# Zeltweg
Zeltweg is een stad in de Oostenrijkse deelstaat Stiermarken.
Zeltweg telt 6962 inwoners (2022).

## Geschiedenis
Zeltweg kreeg in 1966 de status van stad. Het maakte deel uit van district Judenburg tot dit op 1 januari 1966 fuseerde met district Knittelfeld tot het huidige district Murtal.

## Formule 1
In 1964 werd eenmalig de Grote Prijs van Oostenrijk verreden op het circuit op het militaire vliegveld.
Stadsgemeenten:
Judenburg · Knittelfeld · Spielberg · Zeltweg

Marktgemeenten:
Kobenz · Obdach · Pöls-Oberkurzheim · Pölstal · Seckau · Unzmarkt-Frauenburg · Weißkirchen in Steiermark

Overige gemeenten:
Fohnsdorf · Gaal · Hohentauern ·  Lobmingtal ·  Pusterwald · Sankt Georgen ob Judenburg · Sankt Marein-Feistritz · Sankt Margarethen bei Knittelfeld · Sankt Peter ob Judenburg
- Gemeinsame Normdatei: 4321102-1
- Library of Congress Control Number: n88187098
- Nationale Bibliotheek van Israël: 987007565077305171
- Virtual International Authority File: 140829914
- WorldCat: E39PBJdRtQxcQDCCGcC9wt9JjC